# Bertholdia trigona
Bertholdia trigona là một loài bướm đêm thuộc phân họ Arctiinae, họ Erebidae.